# Мета (музичар)
Предраг Ристић (Крагујевац, 27. мај 1996), познатији као Мета, српски је музички продуцент, композитор, ди-џеј и пјевач.
Мета је познат по својој дабстеп и треп музици, док је популарност у Србији и сусједним земљама стекао 2018. године сарадњом са Скајом Виклером на синглу „Зима”. Овим синглом најављен је албум Трећи светски рат који је објављен крајем новембра 2019. године.
Осим са Скајом, Мета је имао бројне сарадње са другим српским музичарима, међу којима су Кенди, Сара Јо, Ана Станић и Сања Вучић. Радио је аранжмане за пјесме „Лава” Саре Јо, те „Дужан си ми остао” и „Болесни” Ане Станић.

## Дискографија

### Албуми
- Трећи светски рат (са Скајом Виклером; Аристократ Музик, 2019)

### Синглови
- „Genesis” (са Сањом Вучић, 2017)
- „Зима” (са Скајом Виклером, 2018)
- „Трећи светски рат” (са Скајом Виклером, 2019)
- „Осам дана” (са Иваном Јегдићем, 2020)
- „Свиће” (2020)
- „Пола два” (2021)
- „Видим те” (2021)